# Diósgyőri Képzőművész Stúdió ’76
A Diósgyőri Képzőművész Stúdió ’76 Miskolcon működő, képző- és iparművészeket tömörítő csoportosulás. Tagjai között nem csak miskolci, hanem külföldön alkotó művészek is megtalálhatók. A csoportosulás fontos szerepet játszik Miskolc művészeti és kultúrateremtő életében. Munkájukkal számos kiállításon mutatkoznak be.

## Története
1975-ben merült fel az alkotócsoport gondolata, 1976-tól már képzőművészeti stúdióként működik Kletz László Lajos vezetésével.

## Tagjai
Bakos-Szél Kata (Miskolc), Békési Edina Katalin (Nyékládháza), Béres János Nívódíjas (Miskolc), Béres Gyula Tamás Fáydíjas (Miskolc), Boncsér Árpád Holló László - , Brassay Sámuel - , Művészeti - és Nívódíjas  (Tiszadada), Csontos Éva (Miskolc), Demeter Marianna (Miskolc), Eisele Gyula (Miskolc), Futó Tamás (Isaszeg), Hadházy-Molnár Attila Nívódíjas (Arnót),  Horváth Zoltán Nívódíjas (Miskolc), Kis Mónika (Miskolc), Kletz - Bártfai Judit (Miskolc), Kletz László Lajos MSZOSZ - , Kondor Béla - , Gyémánt - és Nívódíjas (Miskolc), Kókai Laura (Miskolc),  Kopcsó Andrea (Székesfehérvár), Kormos Dénes (Tiszaújváros), Korpás Károly tiszteletbeli tag (Mezőkövesd), Mester István (Budapest), Molnár András (Miskolc), Pállay - Kovács Szilvia (Budapest), Szegvári Péter (Budapest),  Szelekovszky Magdolna (Miskolc), Szurdoki Judit (Miskolc), Técsi Ágnes (Miskolc), Vecsei László Ezékiel (Újrónafő) 

## Kiállításai
- 2012 június 30. A Stúdió kiállítása a Fáj községben lévő Fáy-kastély galériában.[2]
- A Diósgyőri Képzőművész Stúdió ’76 kiállítása Mezőkövesden 2017
- 2020 március 18. Felsőzsolcán a Bárczay kastélyban [3]
- 45 éves jubileumi kiállítás 2021 november 4-december 17 között Kazincbarcikán, a Mezey István Művészeti Közponban[4]
- Absztrakt karácsonyfa installáció Miskolc, Városház tér - Bakos Szél Kata alkotása a Miskolci Fogyatékosságügyi Szakmai Műhely felkérésére[5]